# Référendum de 2017 au Haut-Karabagh
Un référendum constitutionnel a lieu le 20 février 2017 au Haut-Karabagh. Les électeurs approuvent à plus de 87 % la nouvelle constitution qui leur est proposée.

## Contexte
Le Haut-Karabagh, ou Artsakh, est une république du Caucase dont le territoire fait partie de l'Azerbaïdjan et qui s'est auto proclamée indépendante en 1991. Seule l'Abkhazie, l'Ossétie du Sud et la Transnistrie reconnaissent cette indépendance.
Le président Bako Sahakian est à l'origine de la mise en place d'une commission d'experts chargée d'écrire une nouvelle constitution, destinée à remplacer l'actuelle Constitution du Haut-Karabagh de 2006.
Le 24 novembre 2016, des consultations avec les autres partis et forces politiques sont ouvertes sur les travaux de la commission.
Un total de 184 propositions sont soumises au comité dont 30 sont acceptées en totalité et 13 partiellement. Le représentant du président, Ararat Danielyan, présente le projet de constitution devant l'Assemblée nationale du Haut-Karabagh qui approuve sa mise au référendum par 20 voix contre 7 le 17 janvier 2017.
Le 19 janvier 2017, le président Sahakian signe un décret établissant la date d'organisation du référendum au 20 février de la même année.

## Contenu
Le pays prend de manière officielle le nom de République d'Artsakh.
La nouvelle constitution fait notamment passer le pays d'un système semi-présidentiel à un système présidentiel et permet au président de décider de la dissolution de l'Assemblée nationale pour convoquer de nouvelles élections. Le poste de Premier ministre est supprimé et ses attributions sont transférées au président de la République.
La constitution définit également le mariage comme étant l'union d'un homme et d'une femme (Article 35), introduit l'obligation du recours à un référendum pour certaines modifications constitutionnelles (article 162), et permet au président, à un tiers des membres de l'assemblée ou à un minimum de 10 % de la population de provoquer l'organisation d'un référendum de cette nature.
La nouvelle constitution introduit également la mise en place simultanée des scrutins présidentiels et législatifs. Les dernières élections de l'Assemblée nationale de la République du Haut-Karabagh ayant eu lieu en 2015, et celle du président de la République du Haut-Karabagh, Bako Sahakian, en 2017 ; le mandat de ce dernier devrait être prolongé lors d'une élection indirecte par l'assemblée jusqu'aux élections de 2020, auxquelles Sahakian pourra légalement se représenter.

## Conditions
À la suite du vote positif de l'Assemblée nationale le résultat du référendum organisé dans le cadre de l'article 133 de la constitution est légalement contraignant. Il doit néanmoins pour être considéré valide recueillir la majorité absolue du total des suffrages, y compris les votes blancs et nuls, ainsi qu'un nombre de votes positif dépassant le quorum de 25 % des inscrits, en accord avec l'article 136 de la constitution de 2006.

## Résultats
| Choix             | Votants | Votants | Inscrits | Inscrits |
| Choix             | Voix    | %       | %        | Quorum   |
| ----------------- | ------- | ------- | -------- | -------- |
| Pour              | 69 570  | 87,59   | 67,01    | ✔ 25 %   |
| Contre            | 7 686   | 9,68    | 7,40     |          |
| Blancs et nuls    | 2 172   | 2,73    | 2,09     |          |
|                   |         |         |          |          |
| Total des votants | 79 428  | 100,00  | 76,51    |          |
| Abstentions       | 24 390  |         | 23,49    |          |
| Inscrits          | 103 818 | 100,00  |          |          |

## Réactions internationales
Les 104 observateurs internationaux venus de 30 pays ont évalué ce référendum comme ayant été « bien organisé, transparent et répondant aux critères internationaux »[réf. nécessaire].
L’Azerbaïdjan rejette le résultat et la légitimité même de l'organisation du référendum. Dans le voisinage immédiat, l'Iran considère le scrutin inacceptable, et de nature à aller à l'encontre d'une résolution de la crise entre l'Azerbaïdjan et l'Arménie. De même, la Turquie ne reconnaît pas le référendum.